# Schubbekutteveen
Schubbekutteveen is een fictieve plaats en in het Nederlands schertsend slang voor een afgelegen en achtergebleven gehucht waar weinig te beleven valt. Het wordt ook wel omschreven als 'plaats in de provincie die achtergebleven en saai is.'
Het woord Schubbekutteveen is opgenomen in de Dikke Van Dale. Het zou voor het eerst gebruikt zijn in een artikel in de Nieuwe Revu van 12 september 1991.

## Soortgelijke namen
Vergelijkbare fictieve plaatsnamen voor afgelegen of onontwikkelde plaatsen zijn Nergenshuizen, maar ook Boerenkoolstronkeradeel en Andijviegarijp, die al in 1948 zijn opgetekend door Piet Bakker.
In het Engels zijn vergelijkbare namen de plaatsen Bumfuck of Bumblefuck (Brits) en Podunk (Amerikaans), in het Frans is dat Pétaouchnok, en in het Duits zijn dat Hintertupfingen en Oberniederbumsbach.